# Municipio de Kingston (condado de Washington)
El municipio de Kingston (en inglés: Kingston Township) es un municipio ubicado en el condado de Washington en el estado estadounidense de Misuri. En el año 2010 tenía una población de 1553 habitantes y una densidad poblacional de 15,35 personas por km².

## Geografía
El municipio de Kingston se encuentra ubicado en las coordenadas 38°5′14″N 90°44′8″O / 38.08722, -90.73556. Según la Oficina del Censo de los Estados Unidos, el municipio tiene una superficie total de 101.16 km², de la cual 100,6 km² corresponden a tierra firme y (0,56 %) 0,56 km² es agua.

## Demografía
Según el censo de 2010, había 1553 personas residiendo en el municipio de Kingston. La densidad de población era de 15,35 hab./km². De los 1553 habitantes, el municipio de Kingston estaba compuesto por el 98,39 % blancos, el 0,19 % eran afroamericanos, el 0,39 % eran amerindios, el 0,19 % eran asiáticos, el 0,32 % eran de otras razas y el 0,52 % eran de una mezcla de razas. Del total de la población el 1,22 % eran hispanos o latinos de cualquier raza.